# 8888 Tartaglia
8888 Tartaglia este o planetă minoră (asteroid), cu un diametru de 13,584 km, din centura de asteroizi. A fost descoperită pe 8 iulie 1994 la centre de recherches en géodynamique et astrométrie⁠(d) de Eric Walter Elst și a fost numită după Niccolò Tartaglia. 
Obiectul prezintă o orbită caracterizată de o semiaxă mare de 2,7087043 UAi, o excentricitate de 0,09, o înclinație de 14,10407 ° în raport cu ecliptica.